# Pterocheilus coctus
Pterocheilus coctus är en stekelart som beskrevs av Giordani Soika. Pterocheilus coctus ingår i släktet palpgetingar, och familjen Eumenidae. Inga underarter finns listade i Catalogue of Life.